# Кил (гряда)
Кил — горная гряда на территории Магаданской области.

## География
Начинается на севере полуострова Беринга в районе залива Речной и простирается на северо-восток примерно на 40 километров. На северных склонах гряды берёт начало множество безымянных водотоков, которые затем впадают в южную и юго-восточную части озера Чистое. Вдоль юго-западного склона протекает река Нюрчан (Болькю).
Наивысшая точка — безымянная гора в восточной части высотой 778 метров.